# 纯褐鹱
褐燕鹱（学名：Bulweria bulwerii）为鹱科纯褐鹱属的鸟类，又名褐燕鸌、卜威氏海燕。其名稱來自英國博物學家詹姆斯·布爾沃。
分佈於大西洋、印度洋和太平洋的熱帶和亞熱帶地區、臺灣以及中國的福建等地，为远洋性海鸟，多生活于峭壁上及山麓石屑堆以至沙滩。该物种的模式产地在马德拉群岛。

## 分類
穴鳥於1828年由博物學家威廉·賈丁和普里多·約翰·塞爾比正式描述，他們以雙名法命名為Procellaria bulwerii。其種小名選用來紀念在馬德拉島採集到模式標本的藝術家兼博物學家詹姆斯·布爾沃。穴鳥現在被歸類於1843年由法國博物學家夏爾·呂西安·波拿巴引入的屬燕鸌屬（Bulweria ）中。該物種是單型的：沒有亞種被認可。

## 描述

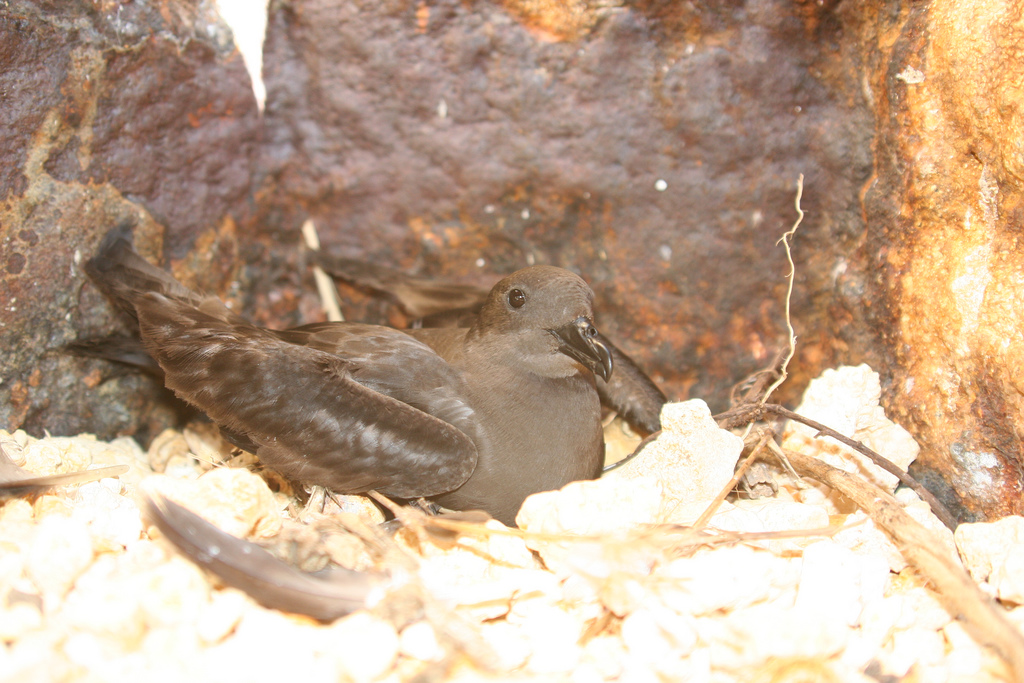
Roosting in a sea wall on Tern Island在西北夏威夷群島

這種翼展很長的鸌，身長為25—29 cm（9.8—11.4英寸），翼展為78—90 cm（31—35英寸）。其主要羽毛為棕色，尾巴細長尖銳。取食時，會使用靈巧的扭轉飛行，從海洋表面拾取浮游生物。

## 分佈與棲地
該物種分佈廣泛，分佈於大西洋、印度洋和太平洋的熱帶和亞熱帶地區，全年在佛得角、中國、法屬圭亞那、印度尼西亞、日本、馬來西亞、毛里塔尼亞、摩洛哥、聖赫勒拿、阿森松和特里斯坦-達庫尼亞、塞內加爾和台灣皆有分佈，在大西洋的馬卡羅尼西亞群島和葡萄牙，以及從中國東部和小笠原群島向東到夏威夷群島、馬克薩斯群島、美國本土外小島嶼和基里巴斯皆有繁殖紀錄。它是海洋性且高度遠洋性，通常遠離陸地，除繁殖季節外。在歐洲曾作為稀有迷鳥被發現，如愛爾蘭、荷蘭、法國和意大利。在北美洲也曾以迷鳥被發現，遠離加利福尼亞和北卡羅來納州的海岸，澳大利亞也有罕見目擊記錄。

## 行為

### 繁殖

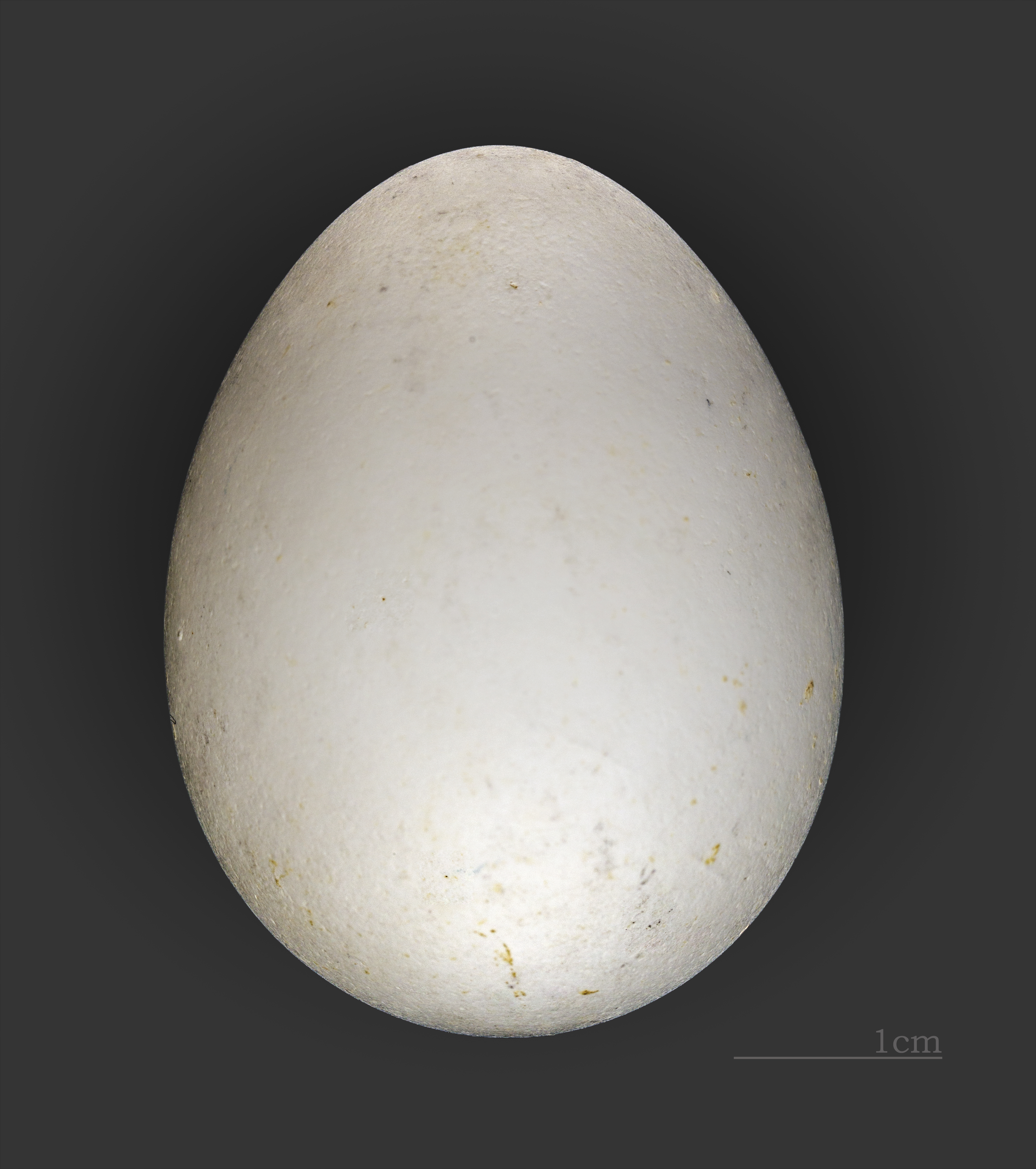
穴鳥的蛋
（收藏於MHNT）

巢穴建於地洞、植被、懸崖洞穴/裂縫、人工碎片和漂流木下。但不挖掘這些洞穴。
穴鳥的繁殖季節始於四月和五月。繁殖時，它一般會返回先前的巢穴並與之前的伴侶交配。繁殖對在繁殖季節形成7,000-9,000對的聚落。
這種鸌一次產一顆蛋，但年輕且缺乏經驗的鳥有時會產兩顆蛋。蛋為米白色，通常尺寸為42乘30（1.7乘1.2英寸）。雌雄都會孵蛋，孵化期為42到46天。雌雄也會共同餵養雛鳥。

### 覓食
穴鳥生活於高度遠洋環境，除繁殖季節外很少靠近陸地。其飲食主要由小型魚類（如沙丁魚）和魷魚組成，還有一些甲殼類（如螃蟹、磷蝦和蝦）及浮游生物。

## 威脅
在東北大西洋，該物種受到貓、家鼠和特有無脊椎動物捕食。野貓被認為是當前物種分佈的主要推動力。在亞速爾群島，繁殖區域限制在陡峭的懸崖以避免貓的捕食。在馬德拉的一個聚落中，觀察到馬德拉壁虎捕食雛鳥的行為在10%的巢穴中出現，但這對物種的種群水平影響不大。德塞塔斯群島的大型聚落因人類對食物及魚餌的強烈需求，被大幅開發。這在其他東北大西洋地區也有程度不等的發生，在薩維奇群島因宣佈為自然保護區則影響較低。
穴鳥被認為在油污和其他海洋污染（包括夜間光污染）中面臨較高的死亡風險。旅遊和娛樂設施的開發可能會減少繁殖聚落的可用棲地。